# Héctor Rivas
Héctor Enrique Rivas Brito (né le 27 septembre 1968 au Venezuela) est un footballeur international vénézuélien, qui évoluait au poste de défenseur.

## Biographie

### Carrière en club
Avec le club du Marítimo de Venezuela, il remporte quatre titres de champion du Venezuela et deux Coupes du Venezuela.

### Carrière en sélection
Avec l'équipe du Venezuela, il joue 24 matchs (pour un but inscrit) entre 1987 et 1995[réf. nécessaire]. 
Il figure dans le groupe des sélectionnés lors des Copa América de 1989 et de 1995.
Il joue neuf matchs comptant pour les tours préliminaires de la coupe du monde, lors des éditions 1990 et 1994.

## Palmarès
Marítimo de Venezuela
- Championnat du Venezuela (4) :
  - Champion : 1986-87, 1987-88, 1989-90 et 1992-93.
  - Vice-champion : 1990-91.

- Coupe du Venezuela (2) :
  - Vainqueur : 1987 et 1989.